# Jean-François Théodore
Pour l’article homonyme, voir Jean-François-Théodore Gechter.
Jean-François Théodore, né le 5 décembre 1946 et mort le 18 mai 2015 , est un financier français, directeur d´Euronext de 2000 à 2009.

## Biographie

### Jeunesse et études
Après des études de droit et un diplôme à l'Institut d'études politiques de Paris, il est admis à l'École nationale d'administration. 

### Parcours professionnel
Il est affecté à la direction du Trésor à sa sortie de l'ENA, aux côtés d'Élisabeth Guigou et d'Ariane Obolensky. Il travaille au sein de cette direction jusqu'en 1990. 
Ses compétences reconnues le font nommer Président Directeur Général du Conseil d'administration de ParisBourse SA, société gérant la Bourse de Paris. Sous son mandat, la Bourse de Paris a profondément évolué et est devenu l'une des places boursières les plus compétitives d'Europe.
Depuis 1993, il a présidé différentes sociétés ou associations telles que la Fédération Européenne des Bourses de Valeurs, la Sicovam -devenue Euroclear France- ou encore le comité Paris Europlace.
En 2000, Euronext N.V. né de la fusion des places boursières françaises, belges et néerlandaises, est créé et Jean-François Théodore en prend la direction. En 2001 Euronext rachète le marché à terme londonien LIFFE.
Il a été également administrateur de différentes sociétés telles que HDF FINANCE, pionnier français de la multigestion alternative, et d'autres sociétés liées à Euronext tel qu'AtosEuronext, GL Trade ou encore Euroclear. En avril 2009, il avait annoncé sa décision de partir à la retraite à la fin de l'année, pour exercer des missions de consultant en déontologie (accompagnement es entreprises soucieuses de respecter les règles américaines) .

## Compléments
Sous sa présidence, la bourse de Paris est passée sous le contrôle d'une holding de droit néerlandais, elle-même rachetée par le New York Stock Exchange en 2006. Redevenu indépendant, après le rachat et la restructuration de NYSE-Euronext par ICE, Euronext s'est introduit en bourse en 2014.